# 라우라군
라우라군(Lawra Municipal District)은 가나 어퍼웨스트 주의 8개 군 중 하나이다. 중심 도시는 라우라이다. 509제곱킬로미터의 면적을 가지고 있다.

## 지리
어퍼 웨스트 지역의 북서쪽 모서리, 서경 2°25"와 서경 2°45", 북위 10°20"와 북위 11°00" 사이에 위치한다.
동쪽과 남쪽으로는 지라파/람부시구와 람부시-카르니구가 경계를 이루고 있다. 2014년(GSS, 2012) 기준 라우라군의 총 면적은 483.6km²로 추산된다. 이는 라우라군 전체 면적(18,476km²)의 약 2.6%를 차지한다. 이는 2012년 난돔구가 분리된 이후의 일이다.